# Pujilí
Pujilí är en ort i Ecuador.   Den ligger i provinsen Cotopaxi, i den centrala delen av landet, 80 km söder om huvudstaden Quito. Pujilí ligger 2 944 meter över havet och antalet invånare är 16 168.
Terrängen runt Pujilí är kuperad österut, men västerut är den bergig. Runt Pujilí är det ganska tätbefolkat, med 111 invånare per kvadratkilometer. Närmaste större samhälle är Latacunga, 9,3 km öster om Pujilí. Trakten runt Pujilí består i huvudsak av gräsmarker.